# Shingon-shū

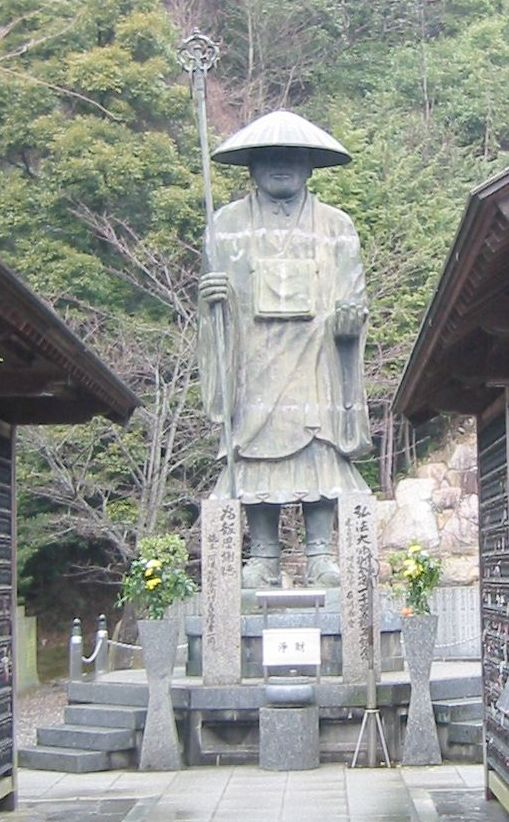
Statue von Kūkai, dem Begründer des japanischen Shingon-Buddhismus, auf dem Gelände des Ōkubo-Tempels (Ōkubo-ji) in Sanuki (Kagawa)

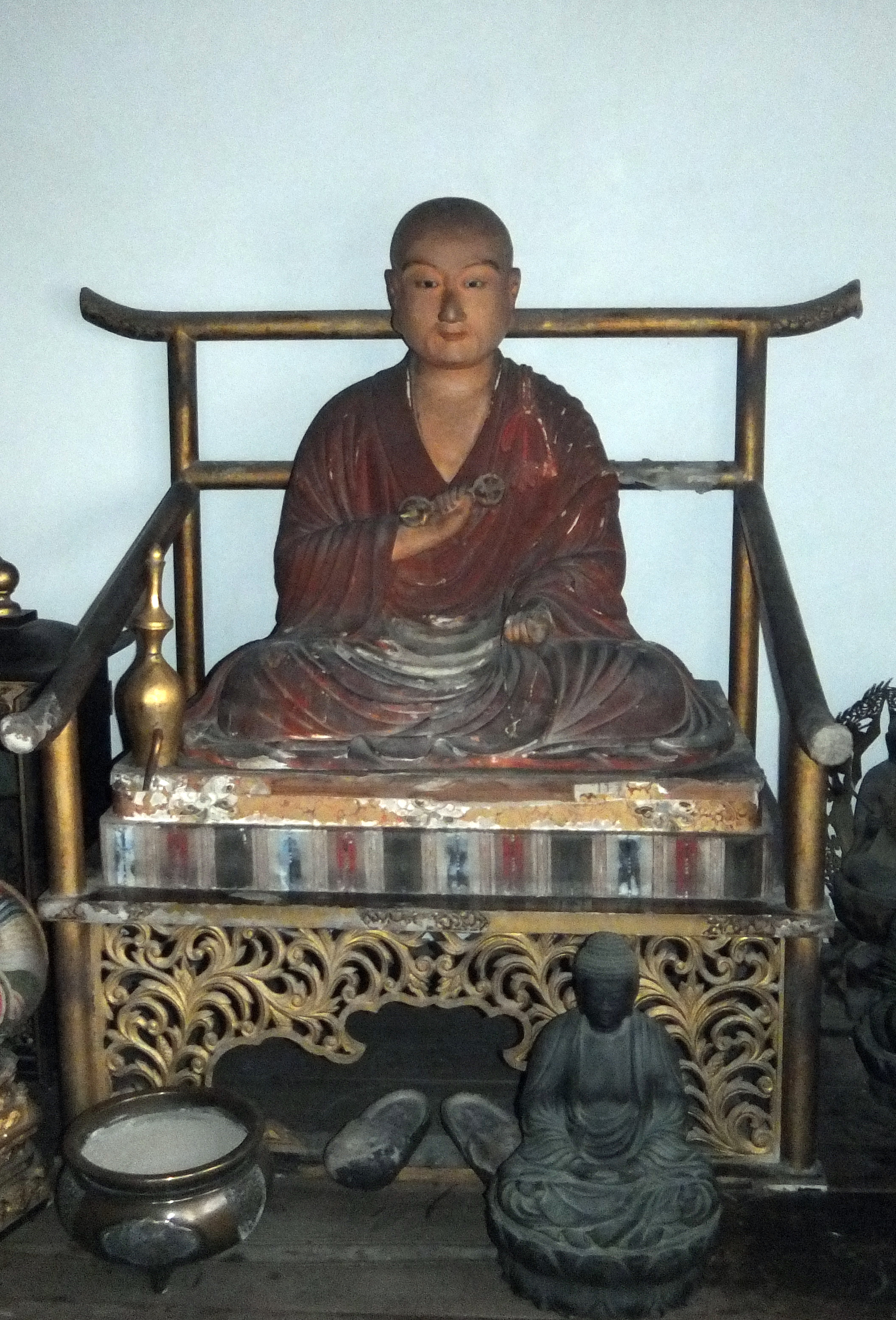
Typisches Sitzbild von Kūkai mit einem dreispeichigen Vajra (japan. Kongō) in der rechten Hand (Chikurin-Tempel in Yoshino, Präfektur Nara)

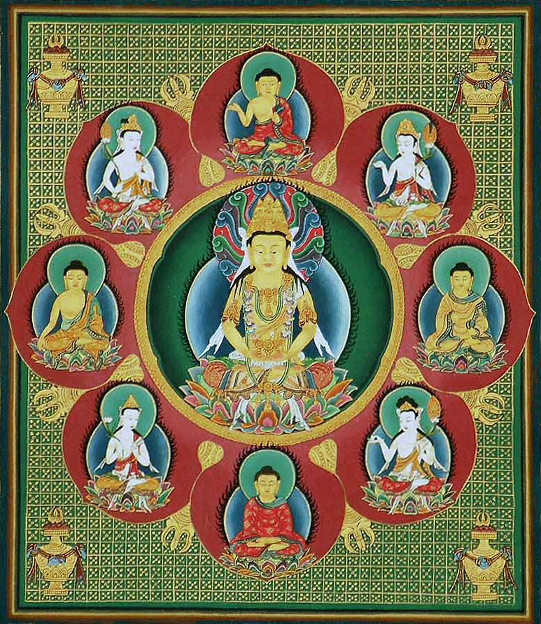
Mandala des Mutterschoßes (japanisch Taizō-kai)

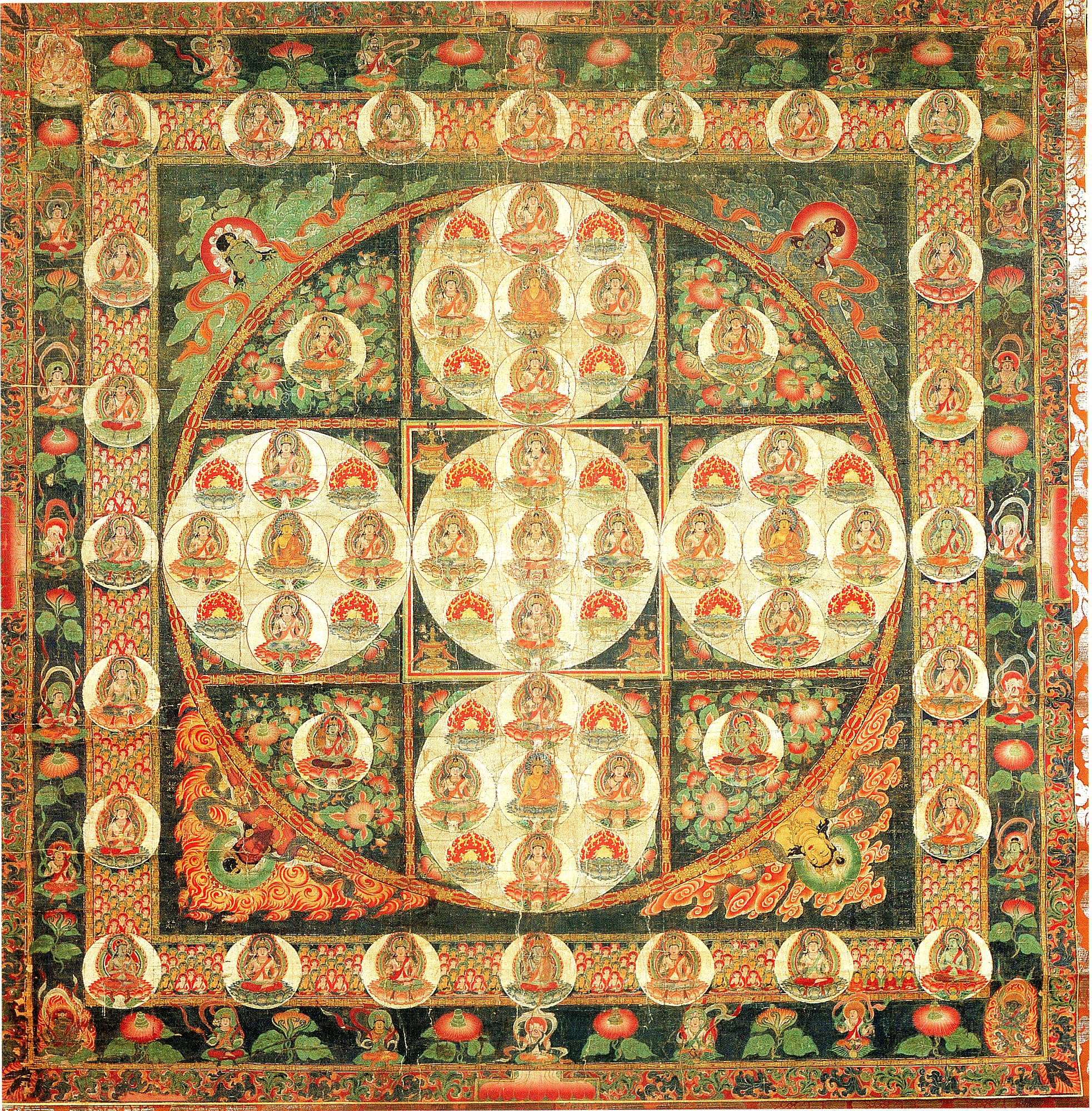
Mandala des Diamantreiches (japanisch Kongōkai)

Sanskrit-Zeichen für A, als Meditationsvorlage geschrieben.

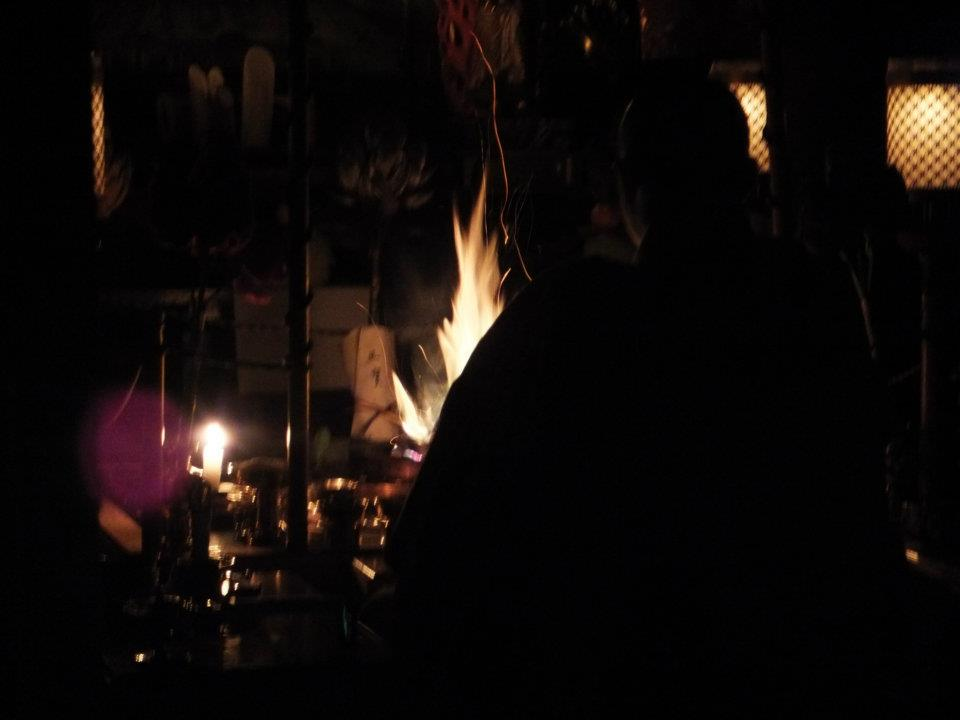
Goma-Ritual in der Aizen-Halle des Tempelbezirks Danjōgaran auf dem Kōya-san

Shingon-shū (japanisch 真言宗, wörtlich ‚Schule des wahren Wortes’) ist eine von dem Mönch Kūkai (空海, 774–835), der auch als Kōbō Daishi (弘法大師 ‚Großmeister der Lehrverbreitung’) verehrt wird, im Jahr 807 gegründete buddhistische Schulrichtung in Japan. Sie wird dort zusammen mit der Tendai-Schule auch als Mikkyō (密教, ‚geheime Lehre’, ‚verborgene Lehre’), im Westen als esoterischer Buddhismus bezeichnet und hat ihre Wurzeln in der chinesischen Tradition der Mizong (密宗 Esoterische Schule) bzw. des Tantrismus. Shingon ist die sinojapanische Lesung des chinesischen Begriffs Zhēnyán (真言, wörtlich ‚wahres Wort’), einer Übersetzung des Sanskrit-Terminus Mantra (मन्त्र).

## Besonderheiten
- Im Zentrum der Verehrung steht der Buddha Vairocana, der die Weisheit aller Buddhas in sich vereint und als kosmischer Buddha gilt, der alles bedingt.
- Der Mensch hat die Möglichkeit, über (esoterische) Praktiken in diesem Leben die Buddhawerdung zu erreichen.
- In den Meditationen spielt die Verwendung von Mantras (magische Silben) und Zeichen (Mudras) eine große Rolle. Als besonders wichtig gilt dabei die Meditation über das Sanskrit-Zeichen für A als höchstes Mantra (japanisch A-Jikan, 阿字観).
- Als Haupttexte dienen die Mahavairocana Sutra (japanisch Dainichi-kyō, 大日経) und die Vajrashekhara Sutra (japanisch Kongōchō-gyō, 金剛頂経), die ungeachtet ihrer Bezeichnung als Sutren im esoterischen Buddhismus auch als Tantras dienen.
- Die Lehren sind in den ‚Mandalas der beiden Welten‘ (Ryōkai Mandara, 両界曼荼羅) verbildlicht: die ‚Diamant-Welt’ (sanskrit Vajradhātu, japanisch Kongōkai 金剛界) und die ‚Mutterschoß-Welt’ (Sanskrit Garbhadhātu, japanisch Taizōkai 胎蔵界).

## Lehre
Kūkai hat seine Konzepte in über 50 Abhandlungen erläutert und systematisiert. Sechs davon werden noch heute besonders beachtet:
- Ben-kenmitsu-nikyō-ron. (辯顯密二教論), eine Abhandlung, die den exoterischen Buddhismus mit dem esoterischen Buddhismus vergleicht und dem letzteren den Vorrang zuweist
- Sokushin-jōbutsu-gi.[1] (即身成佛義), eine Abhandlung über die Verwirklichung der Buddhaschaft in diesem Leben
- Shōji-jisso-gi. (聲字實相義), eine Abhandlung über die Wahrnehmung der Weisheit von Vairocana
- Unji-gi. (吽字義), eine Abhandlung über die mantrische Silbe „Om“ (Aum)
- Hizō-hōyaku. (秘蔵寶鑰), eine Abhandlung über die zehn Stadien des spirituellen Fortschritts
- Hannyashingyō-hiken. (般若心經秘鍵), ein ‚geheimer Schlüssel’ zur Prajnaparamita-hridaya-Sutra

Als bedeutendste gilt die Lehre von der Verwirklichung der Buddhaschaft in diesem Leben, die zwischen 824 und 833 entstand. In diesem Punkt stellte sich Kūkai gegen die Tradition, der zufolge der Mensch diesen Zustand gewöhnlich erst nach drei Aeonen (Sanskrit asamkhyakalp) erreicht. Ähnliche Vorstellungen finden sich auch in den Lehren von Huìguǒ und im Buddhismus der Tendai-Schule (Tendai-shū).
Der Überlieferung zufolge soll Vairocana die heiligen Sutras selbst diktiert haben. Nach seinem Tode seien die Schriften 800 Jahre lang in einer eisernen Stupa (Grabhügel) verwahrt worden. Der historische Buddha Shakyamuni und seine Lehren gelten lediglich als eine Manifestation Vairocanas. Durch die Vereinigung des kosmischen Buddha Vairocana mit dem abstrakten Wesen des Dharmakaya (der letzten Realität) entwickelte Kūkai eine Gestalt, welche die Vereinigung des gesamten Daseins verkörpert. So nahm man an, dass die Form Vairocanas allen irdischen Dingen zugrunde liege. Das Ziel des Shingon-Buddhismus ist die Vereinigung der durch Meditieren und Praktizieren erlangten Erfahrung des eigenen Körpers mit der Figur des Vairocana. Hierzu ist eine Einweihung in die geheimen Lehren nötig, die mündlich überliefert werden. Der Empfang wird in einem heiligen Ritual (Tantra) vollzogen, in dem das Sprechen von Mantras eine wichtige Rolle spielt.

## Geschichte und Gründung

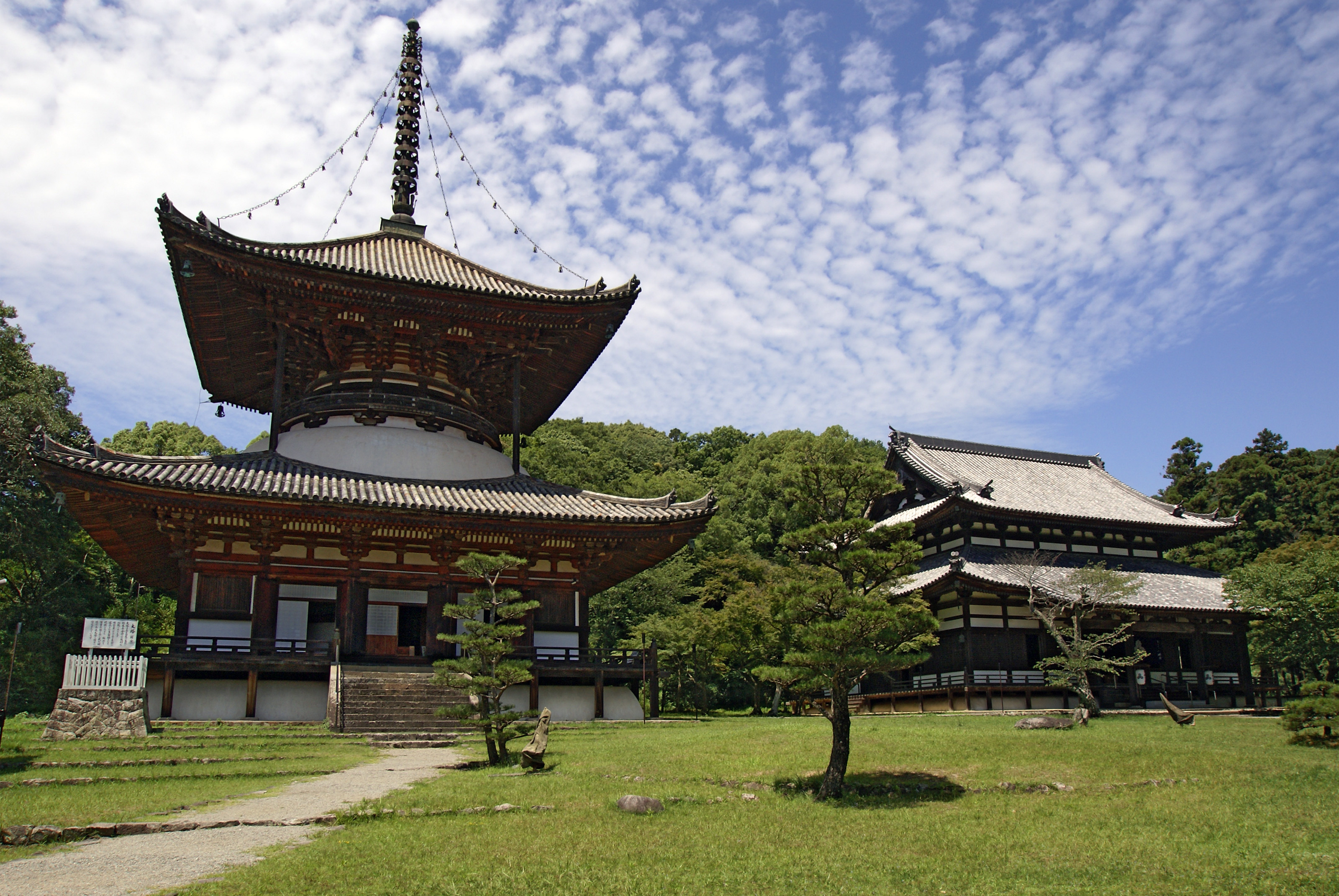
Große Pagode des Negoro-Tempels (Iwade, Präfektur Wakayama), heute ein Nationaler Schatz Japans

Im Jahre 804 fand der junge, noch unbekannte Kūkai die Möglichkeit zur Überfahrt nach China und zog nach Chang-an (長安; heute Xi’an, 西安), wo er im Qinglong-Tempel (青龍寺, „Tempel des Blauen Drachen“) das Studium des Buddhismus aufnahm.
Entscheidend für seinen weiteren Lebensweg war die Begegnung mit dem berühmten Lehrmeister Huiguo (chinesisch 惠果, Pinyin Huìguǒ, W.-G. Hui-kuo) (746–806), der als Erster eine Reihe seinerzeit disparater Elemente des indischen und chinesischen esoterischen Buddhismus systematisiert hatte und die letzten Monate vor seinem Tode damit verbrachte, Kūkai in die Konzepte und Praxis des Shingon einzuweisen. Nahezu alle japanischen Mönche in China betrieben ihre Studien anhand chinesischer Übersetzungen, doch Kukai vertiefte sich auch in die Sanskrit-Originale. Schon bald begann er, auf der Grundlage der von Huigo entwickelten Konzepte, mit der Entwicklung einer eigenen Synthese, in deren Mittelpunkt der kosmische Buddha Vairocana steht.
Nach dem Tode des verehrten Huiguo kehrte er 806 nach Japan zurück, musste aber, da er vorzeitig seinen Chinaaufenthalt abgebrochen hatte, auf der Insel Kyushu warten, bis man ihm die Reise nach Kyōto gestattete. Drei Jahre später wurde er dank der Unterstützung durch den Tenno Junna Abt des dortigen Tō-Tempels (東寺, Tō-ji), in dem er u. a. offizielle Rituale für das Kaiserhaus und den Staat durchführte. Seine überragende Begabung als Künstler und Denker trugen zur Verbreitung der neuen Lehre erheblich bei. Im Jahre 819 begann er mit der Errichtung eines weiteren Zentrums in einer 800 m hohen von acht Gipfeln umgebenen Hochebene östliche von Wakayama (Präfektur Wakayama). Der Tempel erhielt den „Bergnamen“ Kōya-san, der heute aus quasi-geographische Bezeichnung benutzt wird. Hier stehen noch heute über 110 Tempel. Im hinteren Teil eines ausgedehnten Waldfriedhofs findet sich das Mausoleum von Kūkai (Oku no in).

## Spaltung
Die Beliebtheit des Shingon-Buddhismus nahm gegen Ende der Heian-Zeit stark ab, da der wachsende Wohlstand der Klöster die Lebensweise vieler Mönche korrumpiert hatte. Unter den Versuchen, die Missstände zu beheben, war der von Kakuban (覚鑁; 1095–1143) besonders folgenreich. Der aus Kyushu stammende Kakuban hatte seine Eltern früh verloren und lebte seit seinem 13. Lebensjahr im Kloster. Dank einer überragenden Intelligenz wurde er bereits mit zwanzig ordiniert. Zehn Jahre später errichtete er mit Unterstützung einflussreicher Persönlichkeiten aus Kyōto den Tempel Denbō-in (伝法院) auf dem Kōya-san.
Seine Reformversuche zeitigten zunächst einige Erfolge, so dass er vorübergehend die Leitung des gesamten Tempelbezirks innehatte. Die wachsenden Spannungen mit Mönchen aus anderen Klöstern führte jedoch im Jahre 1139 dazu, dass bewaffnete Widersacher den Dembō-Tempel niederbrannten. Kakuban und 700 Mönche zogen zum Negoro-Tempel (Negoro-ji, 根来寺) im Süden der Kii-Halbinsel. Hier starb er 1143 im Alter von 49 Jahren. Spätere Versuche einer Aussöhnung der Lager blieben ohne Erfolg, und der Negoro-Tempel entwickelte sich zum Zentrum der ‚Neuen Shingon-Lehre’ (新義真言宗, Shingi Shingon).
Die Gelehrsamkeit der Mönche dort fiel auch den Jesuiten auf, die seit der Mitte des 16. Jahrhunderts in Japan missionierten. In ihren Schriften wird Negoro als Sitz der größten ‚Universität’ des Landes bezeichnet, weshalb der Name auf vielen zeitgenössischen portugiesischen Karten eingezeichnet ist. Allerdings kam es, wie in größeren Tempeln anderer Schulen auch, zur Militarisierung. Die Schlagkraft dieser Kriegermönche (Sohei) stellte aus der Sicht des Feldherren Toyotomi Hideyoshi eine Bedrohung im Kampf der Vorherrschaft über das Reich dar. Nach einer Belagerung im Jahre 1585 wurde der größte Teil der riesigen Tempelsiedlung zerstört. Während der Edo-Zeit kam es zur Restauration des Tempels und der Lehrrichtung, doch fand Negoro nie wieder zur ehemaligen Größe zurück.
Neben dem ‚Neuen Shingon’ entstanden weitere kleinere Denominationen wie der ‚Chizan-Zweig’ (真言宗智山派, Shingon-shū Chizan-ha) und der im 16. Jahrhundert von dem Mönch Senyo Sōjō (専誉僧正) gegründete ‚Buzan-Zweig’ (真言宗豊山派, Shingon-shū Buzan-ha).

## Werke
- Kukai: Major Works. Translated, with an account of his life and a study of his thought by Yoshito S. Hakeda. Columbia University Press, New York 1972, ISBN 0-231-03627-2.